# Noguchi Fujio
Noguchi Fujio (Nogutschi Fudschio, jap. 野口 冨士男, bürgerlich Hirai Fujio; * 4. Juli 1911 in Tokio-Kōjimachi; † 22. November 1993) war ein japanischer Schriftsteller.

## Leben
Noguchi Fujio wurde am 4. Juli 1911 in Kōjimachi, heute ein Teil des Tokioter Stadtbezirks Chiyoda, geboren. Seine Eltern ließen sich 1913 scheiden. Seine Schulzeit verbrachte er an der Keiō-Gijuku-Grundschule, wo Okamoto Tarō zu seinen Mitschülern zählte, und darauf an der Keiō-Mittelschule. Er besuchte auch die Vorbereitungsstufe der Literarischen Fakultät der Keiō-Universität, musste jedoch ein Jahr wiederholen und ging 1930 von der Schule ab. Das Studium der Literatur beschloss er 1933 am Bunka Gakuin (wörtl. „Kulturinstitut“).
Nach dem Studium betätigte er sich als Redakteur der Zeitschrift Kōdō in der Verlagsabteilung des Handelsunternehmens Kinokuniya. Als die Verlagsabteilung 1935 bankrottging, wurde er bei der Miyako Shimbun (wörtl. „(Tokioter) Hauptstadtzeitung“) tätig und schrieb in der folgenden Zeit auch für Zeitschriften, die von verschiedenen literarischen Vereinigungen herausgebracht wurden, darunter die Arakure- und die Gendai-Bungaku-Zeitschrift. In der Zeit von 1936 bis 1937 fand er Anstellung beim Kawade-Verlag (Kawade Shobō). 1937 ließ er sich in das Familienregister seiner Mutter eintragen und nahm offiziell den Namen Hirai an.
Während des Zweiten Weltkrieges wurde er zum Dienst in den Seestreitkräften einberufen, wegen Unterernährung schließlich jedoch wieder entlassen. Um das Jahr 1950 herum widmete er sich unter dem Eindruck, in seinem eigenen literarischen Schaffen in eine Sackgasse geraten zu sein, dem Leben und dem Werk Tokuda-Shūseis. In nahezu zehnjähriger Arbeit gelang es ihm, dessen Lebensdaten zu präzisieren, woraufhin er, wenngleich praktisch einkommenslos,  sich an die Niederschrift einer Biographie begab. Er schrieb: Ich habe eine dreiköpfige Familie, und doch leben vier bei mir zu Hause: Neben meiner Frau und meinem einen Sohn gibt es noch einen Mitbewohner namens Tokuda Shūsei. In dieser Zeit baute er einen Teil seines Hauses in Tokio-Totsuka (heute Teil des Tokioter Stadtbezirkes Shinjuku) zu einer Wohnstatt für Studenten um.
1965 erhielt er für seine Tokuda-Shūsei-Biographie den Mainichi-Kunstpreis (gestiftet von der Mainichi Shimbun). In dieser Zeit kehrte er auf den Pfad eigenen schriftstellerischen Schaffens zurück und erhielt zahlreiche Preise (s. u.).
1987 wurde er Mitglied der Japanischen Akademie der Künste. Seit 1984 war er als Vorstandsvorsitzender der Japanischen Schriftstellervereinigung (Nihon-Bungeika-Kyōkai) tätig.
Noguchi Fujio verstarb 1993 durch Atemschwäche.

## Preise und Auszeichnungen
- 1975: Yomiuri-Literaturpreis (Kategorie: Essays und Reisebeschreibungen) für Wa ga Kafū (わが荷風)
- 1978: Yomiuri-Literaturpreis (Kategorie: Romanliteratur) für Kakute arikeri (かくてありけり)
- 1980: Kawabata-Yasunari-Literaturpreis für Naginoha-kō (なぎの葉考)
- 1982: Preis der Japanischen Akademie der Künste
- 1986: Kikuchi-Kan-Preis für Kanshokuteki-Shōwa-bundanshi (感触的昭和文壇史)